# 和歌山县旗

和歌山县标旗

和歌山县旗（日语：／ Wakayamaken ki）是日本的47面都道府县旗之一。该条目是对和歌山县旗以及和歌山章（日语：／）的解说。

## 概要
在公开征集设计方案的基础上，县章在1969年4月26日第310号县告示上通过并制定。主要设计理念是一个呈扇形的“ワ”，象征着不断进取的发展以及自豪地走向明天的纪州的公民。
县旗与县章在同年制定。1969年8月7日第567号县告示上通过并制定县旗。县旗的配色是白底、在中央盖上绀青（或海洋蓝）的县章。另外，县旗制定的同一天，体育、文化等各界立即用新制定的县旗替代了原先的标旗。标旗除了配色是以天蓝为底色、县章是“充满激情的橙色”以外，同县旗设计上完全相同。

## 脚注
1. ↑  .   [2013-04-04]. （原始内容存档于2011-07-20）.
2. ↑  .   [2013-04-04]. （原始内容存档于2012-01-21）.